# Anthaxia alziari
Anthaxia alziari es una especie de escarabajo del género Anthaxia, familia Buprestidae. Fue descrita científicamente por Magnani en 1993.